# Морарешти (Вранча)
Морарешти (рум. Morărești) насеље је у Румунији у округу Вранча у општини Спулбер. Oпштина се налази на надморској висини од 477 m.

## Становништво
Према подацима из 2002. године у насељу је живело 64 становника, од којих су сви румунске националности.